# Église presbytérienne argentine
L'Iglesia Presbiteriana Argentina (IPA - Église presbytérienne argentine) est une Église presbytérienne argentine fondée en 1988, avec le soutien de l'Église presbytérienne évangélique. Elle a depuis perdu ses liens avec sa sœur américaine. Elle rassemble environ 300 personnes dans une paroisse constituée à Rosario. Elle est membre de l'Aipral et de l'ARM.